# 런닝, 구
《런닝, 구》는 2010년 6월 10일부터 2010년 6월 17일까지 방영됭 MBC 수목 미니시리즈이다. 경주를 배경으로 펼치는 스포츠 청춘 멜로 작품이다.

## 등장 인물

### 주요 인물
- 백성현 : 구대구(具大求) 역
- 유연석 : 허지만(許地滿) 역
- 박민영 : 문행주(文幸周) 역(아역:김서윤)

### 두봉실업
- 정규수 : 박달재 역
- 고윤후 : 나준수 역
- 신현탁 : 신기록 역

### 그 외 인물
- 전인택 : 구상만 역
- 김미경 : 은미 역
- 최정우 : 종일 역
- 이달형 : 용수 역
- 서범식 : 황 감독 역
- 박용기 : 부시장 역

## 시청률
| 제1회 | 6월 10일 | 4.9% | 5.0% |
| 제2회 | 6월 16일 | 3.8% | 4.1% |
| 제3회 | 6월 17일 | 4.7% | 5.4% |
| 제4회 | 6월 17일 | -    | 3.9% |